# البرك
البرك هي مدينة سعودية والعاصمة الإدارية لمحافظة البرك، التابعة لمنطقة عسير.

## تاريخ البرك
جاء ذكرها في غزوة بدر عندما قال بعض الصحابة لرسول الله صلى الله عليه وسلم (..لو اعترضت بنا البحر لخضناه أو قصدت بنا برك الغماد لقصدناه ..)
- قال للهمداني (المتوفى سنة 336هـ) في كتاب صفة جزيرة العرب:«أرض جرش وغور هذه البلاد هي أعلى زنيف وضنكان والبرك والمعقد[معلومة 1] وحرة كنانة.[2]»
- قال ياقوت الحموي في كتاب معجم البلدان:«حرة بني هلال: هو هلال بن عامر بن صعصعة: بالبريك، والبريك:[معلومة 2] في طريق اليمن التهامي من دون ضنكان.[3]»
- قال ياقوت الحموي في كتاب معجم البلدان:«برك بوزن قرد : ناحية باليمن وهو بين ذهبان وحلي وهو نصف الطريق بين حلي ومكة.[4]»

## سبب التسمية
البرك - بكسر الباء وإسكان الراء بعدها كاف - والبرك هي حجارة مثل حجارة الحرة خشنة يصعب المسلك عليها، وقيل هو مستنقع الماء.

### هوامش
1. ↑  المعقد: وادي شهير من روافد وادي شفقة بالكفيرة، وهو إلى الشرق من مركز عمق في شمال محافظة البرك.
2. ↑  البريك هو تصحيف البرك بإضافة ياء زائدة.